# Szegvári vérvád
A szegvári vérvád (más néven Kovalcsik Margit-gyilkosság) egy 1948-as, máig tisztázatlan emberölési ügy közkeletű elnevezése. A 24 éves Kovalcsik Margitnak 1948. május 15-én déltájban veszett nyoma a Csongrád vármegyei Szegváron. Később megtalálták a kerékpárját, majd öt napra rá a holttestét is a szomszédos Mindszent külterületén. A falubeliek a helyi zsidó közösséget kezdték gyanúsítani azzal, hogy "rituális vérgyilkosságot követtek el a lány ellen" azzal a céllal, hogy "az újonnan építendő zsinagóga felszentelésére használják" (noha 1945 után egyetlen zsinagóga sem épült Magyarországon), megismételve a 66 évvel korábbi tiszaeszlári ügy vádjait – ahol a vérvád alapján az eltűnt Solymosi Eszter vérét a húsvéti pászkába sütötték bele.

## Az események
Kovalcsik Margit az esküvőjére készülve 1948. május 15-én fodrászhoz ment kerékpárral, majd tervei szerint szülei tanyájára ment volna, ám oda már sosem érkezett meg.>
Szemtanúk szerint a zsidó származású ruhakereskedő, Klein Viktor (akinél Margit a menyasszonyi ruháját készíttette) édesanyja behívta az üzletükbe, hogy "mutasson neki valamit". A helyiséget többé nem hagyta el a fiatal nő. Más szemtanúk viszont látni vélték a kora délutáni órákban is, méghozzá Klein Viktor társaságában sétálva.
Később megtalálták a lány kerékpárját, majd öt napra rá a holttestét is, a szomszédos Mindszent külterületén, a Tiszában. Megállapítást nyert, hogy a lány halálát nem fulladás, nem öngyilkosság, hanem idegenkezűség okozta, melynek eredményeként elvérzett. A helyiek gyanúja rögtön Klein Viktorra, annak családjára terelődött, és elterjedt a pletyka, hogy a tiszaeszlárihoz hasonló rituális vérgyilkosságot követhettek el. Ugyanakkor a vérvádról szóló pletykák már pünkösd napján, a lány eltűnését követő nap, azaz még a holttest megtalálása előtt elkezdtek terjedni.
A nyomozást ellehetetlenítették a rendőrség és a többi hivatalos szerv körében végrehajtott kommunista tisztogatások, melyek eredményeként hozzá nem értő, képzetlen személyek kerültek befolyásos pozícióba, eltávolítva a "régi rendszer" rendőreit, nyomozóit. Az ügy végül megoldatlan maradt, a burzsoáellenes propaganda pedig a helyiek körében "visszaalakult" az 1945 előtti időszakra jellemző antiszemitizmussá.

## Antiszemitizmus 1945 után
Bár a kommunista párt vezetői közt számos zsidó származású politikus is volt, az 1945 előtti időszak hivatalos politikája nem múlt el nyomtalanul, hanem lappangva tovább élt. A szintén zsidó származású Rákosi Mátyás a háború utáni inflációs és gazdasági válságért – nem hivatalosan – a zsidóságot próbálta felelőssé tenni. Ebben a miliőben számos zsidóellenes pogrom, "népítélet" bontakozott ki. Kunmadarason ez több emberéletet is követelt. Terjedni kezdtek a rituális vérgyilkosságokról szóló történetek is, ám az esetek többségében tisztázódtak a vádak, és kiderült az eltűnt/meggyilkolt személy valódi sorsa (kivéve a szegvári ügyet). A feldühödött tömeget javarészt éhes, nincstelen agrárproletárok adták, azaz pont az a réteg, melyre a kommunista párt – szavakban – a hatalmát alapozta.
A Szegváron rituális vérgyilkossággal megvádolt Klein család házát és üzletét például már 1946-ban, azaz két évvel Kovalcsik Margit eltűnése és meggyilkolása előtt feldúlták.

## Lehetséges elkövetők
Bár a rendőrség körében végrehajtott kommunista tisztogatások miatt sosem tudták hivatalosan felgöngyölíteni az ügyet, az 1994-ben készített "Midőn a vér" című dokumentumfilmben feldolgozásra kerültek az 1945–1948 közti antiszemita zavargások, pogromok, köztük a kunmadarasi lincselés és a szegvári vérvád ügye is.
Ebben a dokumentumfilmben az említett bűncselekmények számos tanúja és elszenvedője, valamint néhány elkövetője, illetve az 1948 előtti rendszer még szakképzett rendőre és nyomozója is megszólal, fél évszázad után immár bátrabban beszélve a történésekről. A szentesi kapitányság 1948-ban elbocsátott vezetője szerint Kovalcsik Margit gyilkosa valóban Klein Viktor lehetett, de nem rituális vérgyilkosságról, hanem szexuális indíttatású bűncselekményről van szó. Vélhetően 1948. május 15-én megpróbált szexuálisan közeledni a lányhoz, ám az visszautasította. Ekkor dühében leszúrta, holttestét az üzlethelyiség pincéjében rejtegethette pár napig, majd édesapja segítségével egy teherautón a szomszédos Mindszentre vitték, ahol a Tiszába dobták.
A kommunista vezetés számára a bűncselekmény teljes körű kivizsgálása feltehetően azért sem volt fontos, mert Kovalcsik Margit kulák volt.